# Деб (плес)
Дебовање, или деб, је једноставна врста плесног покрета или разиграног геста, у којој човек пада главом на руку савијену да додирује раме, док је друга рука усмерена према небу. Покрет личи на некога ко кија према унутрашњости лакта.
Rich The Kid се појавио на јутјуб видео-туторијалу о дабовању.Од маја 2017. године, снимак је прегледан више од 2,5 милиона пута.

## Порекло
Деб има своје корене у Атлантској хип-хоп сцени, али тамо је првобитно било неслагања о томе ко је направио плес. Уметници првобитно поменути као могући креатори укључују Мигоса (као у "баците поглед на мој деб"), Skippa Da и Флипа, Пиви Лонгвеја, Хозеа Гуапа и Rich The Kid-a. Спор је био рашчишћен, када је запослени у QC ОХ Мако позвао Мигоса зато што је рекао да су они творци, када је то био заправо Скипа да Флиппа. Иако је Мигос касније потврдио да је Скипа творац плеса, они су били незадовољни начином на који је Мако преузео контролу над ситуацијом.
Амерички репер Боу-Вау покушао да објасни порекло деб плеса, рекавши да је добијен од конопље dabbers заједнице, која је креирана у 2012. години, много пре плесног покрета. Он се сусрео са опозицијом других репера који су одмах изашли на Твитер, да га увреде и да оповргне његове тврдње.

## Популарност
У 2015. години, деб је освојио националну славу у САД. Како је ХХL магазин  известио да је у августу 2015. године, "оно што је почело као регионална јужна импровизација, брзо постаје мајсторски маневар у клубовима и на улицама. То се зове дебовање." Џејсон Деруло  је учио Џејмс Коrdenа како да дабује током 4-новембарске едиције "карпул караоке"-а у Лејт Лејт Шоу са Џејмсом Корденом.

Деб је стекао популарност у САД спорту после осмо-секундном свечаном дебу од стране Кем Њутн, фудбалског квотербека тима Каролина Пантерз из Националне фудбалске лиге, у игри против Тенеси титанса 15. новембра 2015. Према Спортс Илустрајтеду "Када се два Титанс играча суочавају о слави,[Њутн] он је наставио да плеше у њихова лица, чак и када се он повукао." Њутн је објаснио да је инцидент давањем заслуга 16-годишњаку за подучавање како да ,,дабује на њих, људе
Ја чврсто верујем да ако ти не желиш да ја то радим, онда ме не пуштајте унутра  ... Ја само волим да радим то, људи. То није хвалисање, а из гомиле је одговор да воле да га виде. ... Реци ми, шта да радим "Дебуј на њих људе", тако да сам пробао да "Дебујем на њих људе" превише. "Дебуј на њих људе." Он је само 16, али има адамову јабука из оног света.
Касније је потврђено да је 16-годишњак у ствари млађи брат Кејлин Њутн. 9. јуна 2016, Кем Њутн је најавио да више неће дебовати. Међутим, он је опет дебовао 13. новембра 2016. године након тач-дауна против Кансас Сити Шифс, скоро годину дана након његовог почетног дуб против Титана.
Дебовање се појавило и у политици, исто тако. У јануару 2016. године демократски председнички кандидат Хилари Клинтон дебовала је на Елен Дегенерес шоу. У октобру, представница Лорета Санчез је дебовала на крају дебате у Сенату. 3. јануара 2017, Кал Маршал, 17-годишњи син представник Роџер Маршал (Р-Кан), је дебовао право испред оца који се заклињао као конгресмен, збуњујуће председница представничког Дома Пол Рајан. 22. фебруара 2017 заменик вође Том Вотсон је дебовао у британском доњем дому. Француски председнички кандидати Емануел Макрон, Беноит Хамон и Франсоа Филон су дебовали на ТВ-у марту 2017. године.
У фебруару 2017. године Председник Републике Кеније Ухуру Кениата, позивао је плесну групу у Државну кућу за обављање деб плесних покрета са њим. Председник је урадио деб плес у покушају да подстакне млађе становништво Кеније, да изађу и да се региструју у бирачки списак. Неки критичари су сматрали овај корак лошим, јер било је и других великих проблема, као штрајк наставника и доктора, да председник мора да их реши, а не да плеше.
Данас је деб и плес и покрет и изјава. Култура иза деба је да се рашири међу селебритијима и мимовима. Многи плесачи су се укључили у дебовање као мањи додатак њиховом репертоару; било да је на почетку, средини или крају, обично означава пад ритма.

## Линкови
1. ↑  Fumadoh, Ziwe (20. 11. 2015). „Your guide to dabbing, a 'new' dance craze that already peaked”. Daily Dot. Приступљено 04. 1. 2016.
2. ↑  „How To DAB (Dance) with Rich The Kid”. HotNewHipHop. 31. 8. 2015. Приступљено 11. 5. 2017.Проверите вредност парамет(а)ра за датум: |accessdate=, |date= (помоћ)
3. ↑  Fumadoh, Ziwe (20. 11. 2015). „Your guide to dabbing, a 'new' dance craze that already peaked”. Daily Dot. Приступљено 04. 1. 2016. „There’s a great deal of controversy surrounding the pioneers of the dabbing dance, with the credit going to various members of Quality Control label (including Migos, Skippa Da Flippa, and Peewee Longway). Migos has gotten the bulk of credit for the trend since releasing the song ' Dab' on Sept. 3, 2015.”[мртва веза]Проверите вредност парамет(а)ра за датум: |accessdate=, |date= (помоћ)
4. ↑  „Deconstructing the 'Dab'”. BET. 21. 12. 2015.Проверите вредност парамет(а)ра за датум: |date= (помоћ)
5. ↑  „Migos and OG Maco Aren't Getting Along Right Now”. BET. 06. 8. 2015.Проверите вредност парамет(а)ра за датум: |date= (помоћ)
6. ↑  Robertson, Iyana (08. 12. 2015). „Bow Wow Attempts To Explain The Origin Of "The Dab," Gets Clowned By Migos”. Vibe. Приступљено 03. 2. 2016.Проверите вредност парамет(а)ра за датум: |accessdate=, |date= (помоћ)
7. ↑  Madden, Sidney (05. 8. 2015). „Atlanta’s Dabbin’ Dance Craze Is Taking Over Scial Media”. XXL Magazine. Приступљено 04. 1. 2016.Проверите вредност парамет(а)ра за датум: |accessdate=, |date= (помоћ)
8. ↑  „Jason Derulo Carpool Karaoke”. The Late Late Show with James Corden. Приступљено 07. 6. 2016.Проверите вредност парамет(а)ра за датум: |accessdate= (помоћ)
9. ↑  „2015 Week 10 Schedule”. National Football League. Приступљено 10. 2. 2016.Проверите вредност парамет(а)ра за датум: |accessdate= (помоћ)
10. ↑  Peters, Micah (15. 11. 2015). „Titans linebacker takes offense to Cam Newton's dancing, Newton keeps dancing in his face”. USA Today. Приступљено 04. 1. 2016.Проверите вредност парамет(а)ра за датум: |accessdate=, |date= (помоћ)
11. ↑  Ducey, Kenny (16. 11. 2015). „'Dab on Them Folks': A Brief History of the Dab Dance in Sports”. Sports Illustrated. Приступљено 04. 1. 2016.Проверите вредност парамет(а)ра за датум: |accessdate=, |date= (помоћ)
12. ↑  Dator, James (16. 11. 2015). „Cam Newton danced like that because a 16-year-old told him to”. SBNation. Приступљено 10. 2. 2016.Проверите вредност парамет(а)ра за датум: |accessdate=, |date= (помоћ)
13. ↑  Sandritter, Mark (07. 2. 2016). „Cam Newton is the NFL's king of the Dab”. SBNation. Приступљено 10. 2. 2016.Проверите вредност парамет(а)ра за датум: |accessdate=, |date= (помоћ)
14. ↑  „Cam Newton resurrects the dab after bowling over Chiefs for TD”. USA Today. 13. 11. 2016.Проверите вредност парамет(а)ра за датум: |date= (помоћ)
15. ↑  Zaru, Deena (06. 10. 2016). „Loretta Sanchez dabs in California Senate debate, Kamala Harris not amused”. CNN.Проверите вредност парамет(а)ра за датум: |date= (помоћ)
16. ↑  Schmidt, Samantha (04. 1. 2017). „The ‘dab’ makes an awkward comeback and Paul Ryan learns it is not a sneeze”. The Washington Post. Приступљено 04. 1. 2017.Проверите вредност парамет(а)ра за датум: |accessdate=, |date= (помоћ)
17. ↑  Nsubuga, Jimmy (22. 2. 2017). „Labour's Tom Watson has just done the dab in the House of Commons”. Metro. UK.Проверите вредност парамет(а)ра за датум: |date= (помоћ)
18. ↑  „Le dab d'Emmanuel Macron”. The Huffington Post (на језику: француски). 13. 3. 2017. Архивирано из оригинала 16. 5. 2017. г. Приступљено 04. 6. 2017.Проверите вредност парамет(а)ра за датум: |date= (помоћ)
19. ↑  „Uhuru danced as critical issues in the country went unattended”. daily Nation. Приступљено 23. 2. 2017.Проверите вредност парамет(а)ра за датум: |accessdate= (помоћ)
20. ↑  „Kenyan President’s #DabChallenge Backfires After Critics Create #DabOfShame”. Global Voices. 15. 2. 2017. Приступљено 23. 2. 2017.Проверите вредност парамет(а)ра за датум: |accessdate=, |date= (помоћ)